# Granja de Torrehermosa
Granja de Torrehermosa je španělské město situované v provincii Badajoz (autonomní společenství Extremadura).

## Poloha
Obec je vzdálena 116 od Córdoby a 158 km od města Badajoz. Patří do okresu Campiña Sur a soudního okresu Llerena.

## Historie
V roce 1834 se obec stává součástí soudního okresu Llerena. V roce 1842 čítala obec 509 usedlostí a 1780 obyvatel.

## Odkazy

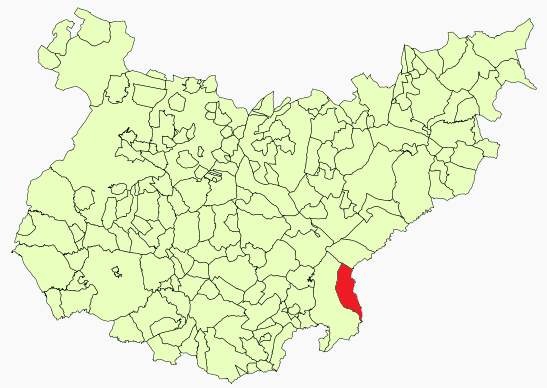
Poloha obce v provincii Badajoz

## Demografie
| Populace obce Granja de Torrehermosa z let (1842–2010) | Populace obce Granja de Torrehermosa z let (1842–2010) | Populace obce Granja de Torrehermosa z let (1842–2010) | Populace obce Granja de Torrehermosa z let (1842–2010) | Populace obce Granja de Torrehermosa z let (1842–2010) | Populace obce Granja de Torrehermosa z let (1842–2010) | Populace obce Granja de Torrehermosa z let (1842–2010) | Populace obce Granja de Torrehermosa z let (1842–2010) | Populace obce Granja de Torrehermosa z let (1842–2010) | Populace obce Granja de Torrehermosa z let (1842–2010) | Populace obce Granja de Torrehermosa z let (1842–2010) | Populace obce Granja de Torrehermosa z let (1842–2010) | Populace obce Granja de Torrehermosa z let (1842–2010) | Populace obce Granja de Torrehermosa z let (1842–2010) | Populace obce Granja de Torrehermosa z let (1842–2010) | Populace obce Granja de Torrehermosa z let (1842–2010) | Populace obce Granja de Torrehermosa z let (1842–2010) | Populace obce Granja de Torrehermosa z let (1842–2010) |
| ------------------------------------------------------ | ------------------------------------------------------ | ------------------------------------------------------ | ------------------------------------------------------ | ------------------------------------------------------ | ------------------------------------------------------ | ------------------------------------------------------ | ------------------------------------------------------ | ------------------------------------------------------ | ------------------------------------------------------ | ------------------------------------------------------ | ------------------------------------------------------ | ------------------------------------------------------ | ------------------------------------------------------ | ------------------------------------------------------ | ------------------------------------------------------ | ------------------------------------------------------ | ------------------------------------------------------ |
| 1842                                                   | 1857                                                   | 1860                                                   | 1877                                                   | 1887                                                   | 1897                                                   | 1900                                                   | 1910                                                   | 1920                                                   | 1930                                                   | 1940                                                   | 1950                                                   | 1960                                                   | 1970                                                   | 1981                                                   | 1991                                                   | 2001                                                   | 2010                                                   |
| 1 780                                                  | 2 924                                                  | 3 057                                                  | 3 493                                                  | 4 228                                                  | 4 416                                                  | 4 908                                                  | 6 237                                                  | 7 248                                                  | 7 893                                                  | 7 997                                                  | 7 963                                                  | 6 314                                                  | 4 113                                                  | 2 929                                                  | 2 605                                                  | 2 492                                                  | 1 463                                                  |